# When Time Fades...
When Times Fade... is het derde album van Suspyre, uitgebracht in 2008 door Sensory Records.

## Track listing
1. "Possession" – 5:34
2. "Evolutions" – 6:11
3. "Lighted Endrhyme" – 7:40
4. "Maniac Manic Point Check" – 1:53
5. "Siren (One Last Breath)" – 10:16
6. "Reign" – 7:46
7. "Fallen Stars" – 3:42
8. "A World With No Measures" – 6:16
9. "The Light of the Fire" – 8:56
10. "Apparitions" – 6:10
11. "Let Freedom Ring (The Heart of It All)" – 11:12